# Antigonos I Monophthalmos
Antigonos I Monophthalmos (Ἀντίγονος ὁ Μονόφθαλμος, de eenogige) (382 v.Chr. – 301 v.Chr.) was een Macedonische generaal van Philippus II en Alexander de Grote. In 306 v.Chr. werd hij basileus en stichter van de dynastie van de Antigoniden, die na zijn dood heerste in Macedonië.
Hij deed mee aan de verovering van het Perzische Rijk als strategos van de geallieerde Grieken van de Korinthische Bond en als satraap van Phrygië; hij onderscheidde zich door de Perzische soldaten in Anatolië te verslaan in 332 v.Chr. Doordat hij aan het hoofd van zijn satrapie kon blijven na de Rijksdeling van Babylon, die volgde na de dood van Alexander, speelde hij een cruciale rol tijdens de diadochenoorlogen, eerst als vertrouweling van Antipater, en later voor zijn eigen ambities na de dood van de Macedonische regent. Hij overwon in de slag bij Gabiene zijn rivaal Eumenes in 316 v.Chr. en verklaarde daarna de oorlog aan Kassander en Ptolemaeus. Tussen 315 v.Chr. en 314 v.Chr. beval hij het decreet van Tyrus, waarbij hij de vrijheid aan de Grieken gaf en stichtte de Nesiotische Bond, een confederatie die zich concentreerde op de Cycladen.
De vrede van 311 v.Chr. versterkte zijn greep op een deel van Azië, terwijl zijn zoon Demetrius oorlog voerde in Griekenland en controle nam over Athene in 307 v.Chr. om later Ptolemaeus te verslaan bij Salamis in Cyprus en het beleg van Rhodos te beginnen. Deze successen spoorden Antigonos aan om zichzelf koning (basileus) te verklaren in 306 v.Chr. en om het gevecht in Griekenland verder te zetten. Maar toen hij tegenover een alliantie van de andere diadochen kwam te staan, waaronder de belangrijkste Seleucus en Lysimachus waren, werd hij verslagen en gedood in de slag bij Ipsus en werd zijn grondgebied verdeeld onder de overwinnende diadochen.
Door zich voor te doen als kampioen van de vrijheid van de Griekse steden, zijn politieke daden en de eerste van de diadochen te zijn om zich tot koning te verklaren, wordt hij door een aantal historici beschouwd als de stichter van het Hellenisme.

## Generaal en satraap

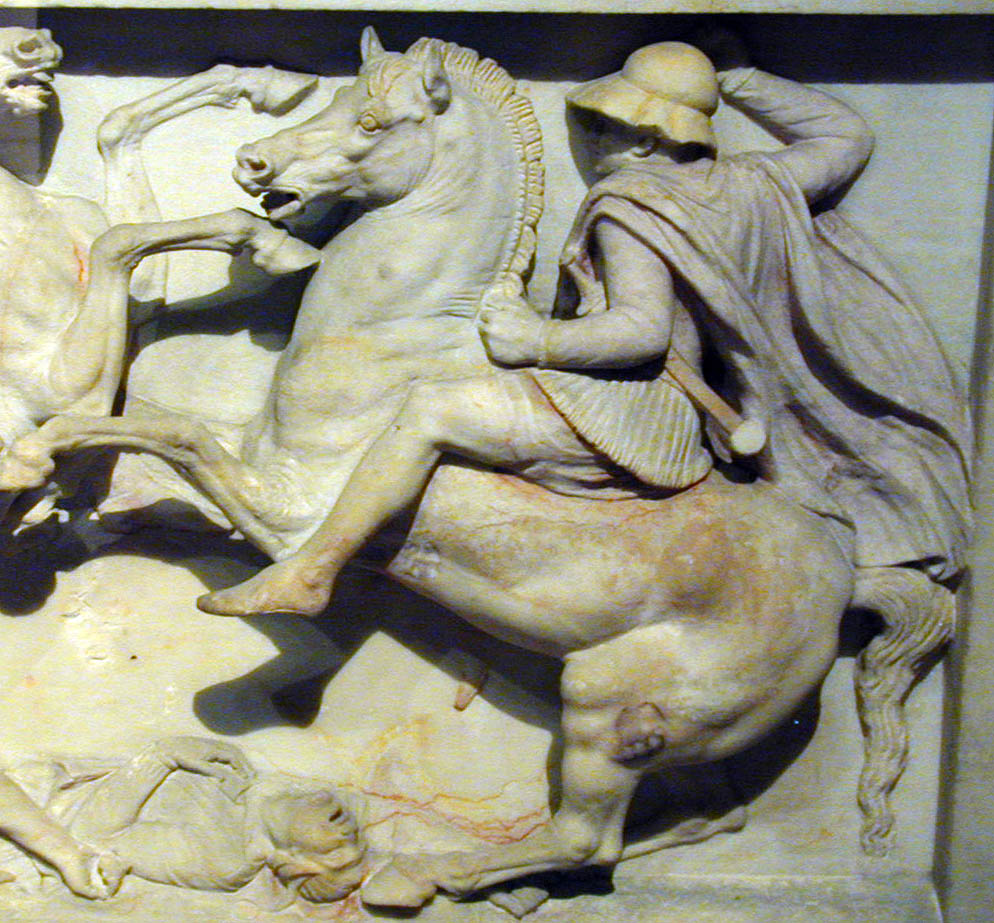
Van deze cavalerist afgebeeld op de Alexandersarcofaag werd vaak gedacht dat dit Antigonos was. Wetende dat het tafereel gaat over de Slag bij Issus, is dit echter niet mogelijk, omdat Antigonos niet heeft meegedaan aan deze slag.

### Vraag over zijn afkomst
De vraag over zijn afkomst, of hij uit een bescheiden of een aristocratische familie kwam, is het onderwerp van discussie. Hij was de zoon van ene Philippus. Antigonos kan deel uitgemaakt hebben van een adellijke familie, want als er gekeken wordt naar de koninklijke familie van Elimiotis, kan hij misschien de achterkleinzoon van Derdas III geweest zijn (en daardoor de neef van Harpalos). Maar Claudius Aelianus, die zijn informatie haalde bij Douris van Samos, zegt dat hij een nederige afkomst had; hij beschrijft Antigonos als een autourgos, wat letterlijk een 'boer' betekent, of 'hij die het voor zichzelf doet'. Douris probeert in zijn Macedonica echter de spot te drijven met de diadochen en is daarom niet zo'n betrouwbare bron. Diodorus Siculus zegt echter ook dat Antigonos een gewone afkomst had, waaruit kan besloten worden dat hij die de grootste koning van zijn tijd was helemaal niet uit een adellijke familie kwam. Zijn huwelijk met Stratonice in 340 v.Chr. kan de reden zijn voor de opvatting dat hij een aristocratische afkomst had. Zij kan de dochter van koning Korragos geweest zijn, die uit Lynkestis of Orestis kwam en misschien afstamde van de eerste Argeaden.
Antigonos zou opgegroeid zijn in Pella en zou minstens twee broers gehad hebben, waaronder een zekere Demetrius, en een halfbroer, de historicus Marsyas van Pella. Hij is een neef van Ptolemaeus, Telesphoros en Dioscourides, en ze hebben later allemaal onder Antigonos gediend. Antigonos had twee zonen: Demetrius, de toekomstige koning van Macedonië, en de minder bekende Philippus, die zijn vader ook gediend zou hebben in diens veldtochten.
Antigonos wordt bijgenaamd Monophthalmos ('de eenogige'); het lijkt erop dat hij effectief een oog verloren heeft tijdens de veldtochten van Alexander de Grote. Een sofist met de naam Theocritus zou volgens Plutarchus geëxecuteerd geweest zijn nadat hij Antigonos vergeleken had met een cycloop.

### Begin van zijn carrière
Antigonos diende eerst onder Philippus II als officier en 'hetairos' (een lid van de elitecavalerie van het Macedonische leger) Hij was dus een officier van dezelfde generatie als Antipater, Parmenion en Polyperchon; hij diende al 46 jaar onder Philippus toen die vermoord werd. Het lijkt erop dat hij deel uitmaakte van het gevolg van Alexander de Grote, bij de koninklijke raad. Bij het begin van de expeditie naar het Perzische rijk in 334 v.Chr. had hij de leiding over 7.000 infanteristen van het leger, zij waren de soldaten van de andere Griekse steden van de Korinthische Bond. Dit betekende nog niet dat hij effectief kon beslissen wat deze troepen deden, want bij de gevechten was hij niet echt de leider van zijn contingenten want Alexander stond vaak aan het hoofd van zijn troepen.
In augustus 334 v.Chr. vertrouwde Alexander Antigonos een diplomatieke missie toe naar de stad Priëne in Ionië. Het is niet bekend wat de bedoeling hiervan was, maar er wordt gedacht dat hij de stad moest innemen, zoals ook Parmenion moest doen bij Magnesia aan de Meander.
Na de overwinning bij de Granicus en de verovering van Klein-Azië die volgde, kreeg hij in 333 v.Chr. Phrygië als zijn satrapie. Hij moest van Alexander proberen om deze regio te pacificeren en ervoor zorgen dat de communicatielijnen met Griekenland, waarvan de belangrijkste door de hoofdstad Kelainai liep, niet zouden verbroken worden. Dit toont het vertrouwen in de militaire capaciteiten van Antigonos van de Macedonische koning, omdat Kelainai eerst nog ingenomen moest worden.

### Satraap van Phrygië (333-323 v.Chr.)

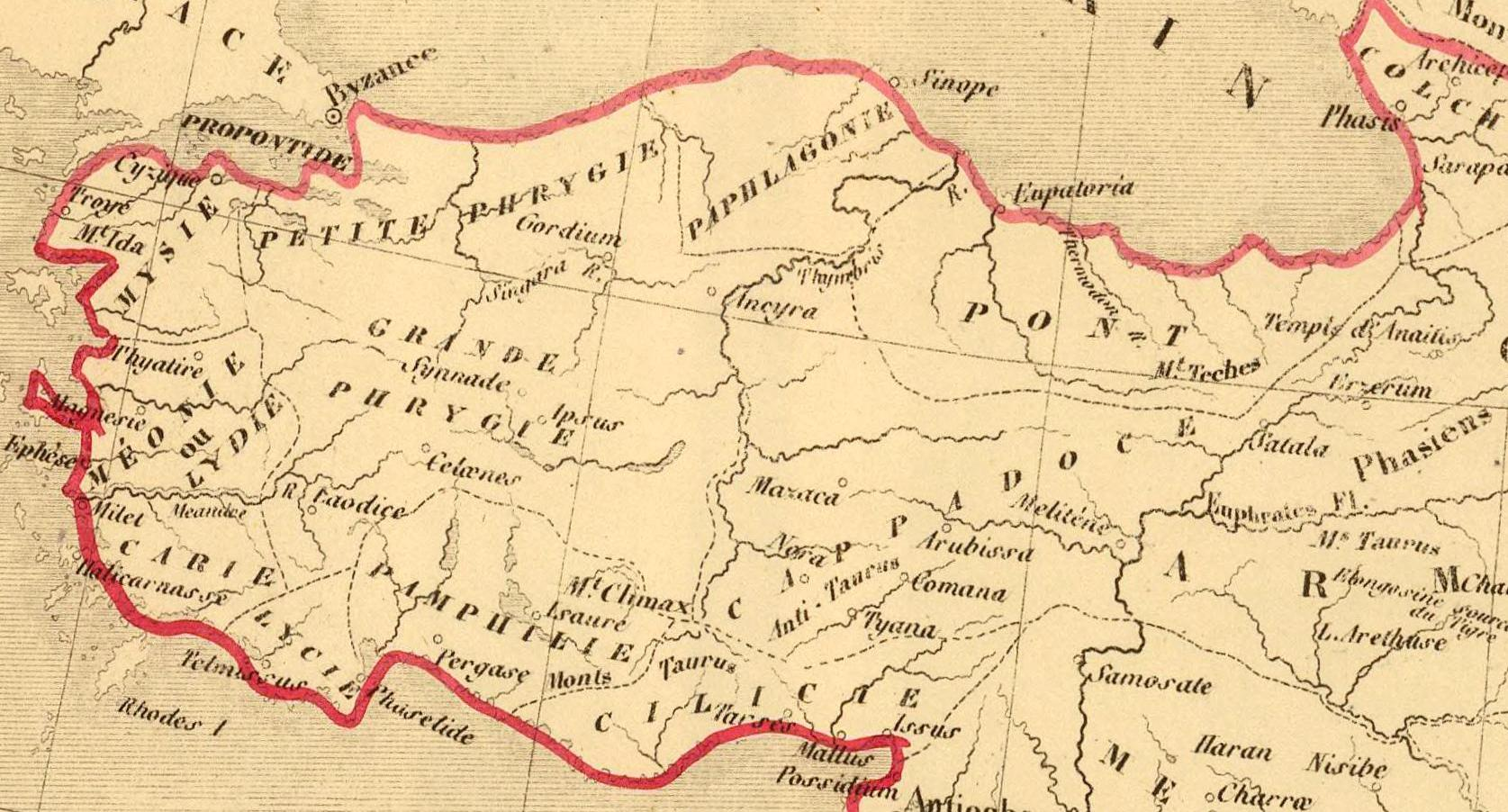
Klein-Azië in de tijd van de Diadochen.

De lange tijd dat Antigonos satraap van Phrygië was liet hem toe om zijn militaire, diplomatieke en politieke kwaliteiten te tonen. Phrygië lag op een strategische plek in het rijk; ze controleerde de weg van het oosten naar de Egeïsche Zee, en de regio zelf was goed verbonden met het noorden en zuiden van Klein-Azië. In Kelainai kwamen drie belangrijke routes uit Susa samen.
Alexander de Grote kwam aan in Kelainai in het begin van 333 v.Chr. De stad werd gedomineerd door een akropolis waar de Perzische satraap Atizyes een garnizoen van 1.000 Cariërs en 1.000 Griekse huurlingen had achtergelaten. Omdat hij zo snel mogelijk Gordium wilde bereiken, nam de koning niet de tijd om de citadel te belegeren. Zo kreeg Antigonos de leiding over Phrygië en werd commandant over een leger van 1.500 huurlingen, omdat hij zich hiermee moest bezighouden. Tegen het einde van de maand april of het begin van de maand mei in 333 v.Chr. gaven de belegerden zich over aan Antigonos, omdat ze bedreigd werden door uithongering, en ze werden bij zijn leger gevoegd. Hierdoor kon hij de leiding van zijn satrapie op zich nemen Tegen het einde van het jaar 333 v.Chr. werd zijn satrapie echter omringd door vijandig gebied: Bithynië was nog onafhankelijk, Paphlagonië, Cappadocië en Lycaonië waren nog onder leiding van Perzische satrapen, en Isaurië en Pisidië aanvaardden het Macedonische gezag niet. Ook waren er de maritieme heroveringen van Memnon en Pharnabazos en het feit dat Alexanders leger niet meer vooruitging door het beleg van Tyrus tijdens de winter van 333 op 332 v.Chr.
Op dat moment werd Klein-Azië met een tegenaanval van de Perzen die ontsnapt waren na de slag bij Issus, waaronder minstens 20.000 cavaleristen, geleid door Nabarzanes, die de herovering van Lydië op het oog had. Antigonos kreeg de "algehele leiding" over alle satrapen die zich bedreigd voelden door deze invasie: Calas in Klein-Phrygië, Balacrus in Cilicië en Nearchus in Lycië en Pamphylië. Hij versloeg de Perzen in drie slagen geleverd in Cappadocië en Paphlagonië in de lente van 332 v.Chr. Enkel Cappadocië, dat niet veroverd was geweest door Alexander, kon het Macedonische Rijk het hoofd bieden onder leiding van Ariathes. Hoewel de driedubbele overwinning werd behaald op voortvluchtige soldaten, waren ze helemaal niet een ongeorganiseerde bende. Deze overwinningen betekenden de definitieve nederlaag van de Perzen in Klein-Azië, terwijl op hetzelfde moment de Macedonische vloot Autophradates uit de Egeïsche Zee verdreef, waardoor Alexander niet meer het risico had dat zijn communicatielijnen naar de zee of naar Europa zouden afgesneden worden.
Bij het begin van 332 v.Chr. nam Antigonos intrek in zijn hoofdstad, Kelainai. Maar de antieke bronnen leveren weinig informatie over het beheer van zijn satrapie. Na de verovering van Lycaonië heroverde hij in ongeveer 330 v.Chr. de satrapieën Lycië en Pamphylië. Die laatste werd bij het gebied van Phrygië gevoegd. Deze veroverde gebieden vormden vanaf dat moment een aaneengesloten gebied en de grootste satrapie van Klein-Azië, waardoor hij veel havens voor zijn vloot kreeg en ook de controle over de handelsroutes naar Europa.
Hoe Antigonos de administratie in zijn satrapie afhandelde is niet goed bekend. Maar het is zeker dat de vredelievende bewoners hem de mogelijkheid gaven om zijn kwaliteiten als organisator te tonen in een regio rijk door zijn landbouw en zijn goed ontwikkelde hoofdstad. Enkele moderne historici wilden aantonen dat Phrygië onder Alexander haar 'feodale' structuur had behouden, namelijk rijke Perzen die landbouwgebieden beheerden die economische en militaire autonomie kregen toegewezen. Andere historici zeggen dat Alexander en zijn vertegenwoordiger, Antigonos, van Phrygië een koninklijk gebied gemaakt hadden (chora basilikè, χώρα βασιλική), wat zou betekenen dat er een hoge belastingdruk gehandhaafd werd.
Onder leiding van Antigonos kende Phrygië tien jaren vrede. Deze "pacificatie" is van dubbel belang: het bewaken van de grote routes van west naar oost, en om de populatie van onder andere Pisidië het hoofd te bieden, omdat ze geregeld het land plunderden. Ten slotte lijkt het erop dat de belastingdruk op de Phrygische landbouwers (laoi λάοι) gehandhaafd bleef, of zelfs verhoogd.
In 323 v.Chr. had Antigonos de taak die hij gekregen had van Alexander voltooid. Geen enkele bron geeft echter informatie over zijn relaties met de koning. Plutarchus vermeldt hem niet in de grote aantallen brieven die Alexander stuurde naar zijn satrapen. Hij stuurde geen versterkingen naar het koninklijke leger, in tegenstelling tot vele van zijn collega's waaronder Menander of Nearchos, noch deed hij mee aan de grote feesten van de expeditie in het oosten, zoals de reuzenbruiloft in Susa. Claudius Aelianus vermeldt dat Alexander moest oppassen voor de ambitie van Antigonos, maar omdat hij zich baseerde op de geschriften van Douris van Samos kan hier niet veel waarde aan gehecht worden omdat die deze wou spotten met de Diadochen.

## Ambities van Antigonos

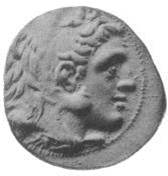
Munt van Antigonos.

### Antigonos en de Eerste Diadochenoorlog
Antigonos was niet aanwezig bij de 'Rijksdeling van Babylon' die het rijk van Alexander verdeelde na diens dood in juni 323 v.Chr. onder zijn opvolgers. Hij behield echter wel Phrygië als zijn satrapie, waarbij ook Lycië en Pamphylië toebehoorden. Maar omdat hij niet tevreden was met deze verdeling, sloot hij zich in 321 v.Chr. aan in de coalitie tussen Antipater, Ptolemaeus en Craterus tegen de rijksregent Perdiccas, die hen al vanaf het begin zijn autoriteit wilde opleggen.
In 323 v.Chr. haalde Antigonos zich de woede van de regent op de hals door te weigeren (samen met Leonnatus) om Eumenes te helpen om Cappadocië te veroveren, omdat hij dacht dat dit tegen het verdrag van de Rijksdeling van Babylon in ging. Hij bekritiseerde openlijk het vooruitzicht van het huwelijk tussen Perdiccas en de zus van Alexander, Cleopatra. De regent daagde hem voor een rechtbank, misschien de Macedonische, nationale vergadering, maar hij vluchtte weg met zijn familie naar Antipater in 322 v.Chr. Hij heeft in het begin van de Eerste Diadochenoorlog bijna niets van betekenis. In deze periode leidde hij de Macedonische vloot die de Hellespont moest bewaken.
In de lente van 321 v.Chr. kwam hij aan land in Ephese om Antipater en Craterus te helpen in hun veldtocht tegen Eumenes, de strateeg van Perdiccas in Klein-Azië, terwijl deze laatste probeerde om het Egypte van Ptolemaeus binnen te vallen. Antigonos marcheerde op naar Sardes, waar Eumenes zich bevond; maar deze laatste vluchtte door Cappadocië, geholpen door Cleopatra die van plan was om een lid van de Argeadische dynastie en een generaal van Perdiccas, die haar vermoedelijke echtgenoot was, te beschermen. In datzelfde jaar, nadat Antipater Eumenes had verslagen, die eerder Craterus had verslagen, overwon Antigonos de vloot van Perdiccas bij Cyprus

### Strateeg van Azië
De dood van Perdiccas in 321 v.Chr. tijdens zijn veldtocht in Egypte veranderde plotseling alles en zorgde voor een nieuw verdrag over de satrapieën; de 'Rijksdeling van Triparadisus' werd opgesteld in Syrië. Het lijkt erop dat er daar een muiterij, zonder twijfel aangezet door de ambitieuze Eurydice, de echtgenote van Arrhidaeus, uitbrak. Antigonos en Seleucus werden aangevallen omdat ze het opnamen voor Antipater, maar Antigonos kon de situatie weer onder controle krijgen. Dit toont dat het leger de wil van het volk toonde en dat het tussenkwam in de keuzes van de koning. De belangrijke beslissing die gemaakt werd in Triparadisus is dat Antipater het regentschap op zich kreeg en de voogdij kreeg over Arrhidaeus en Alexander IV. De andere belangrijkste onderdelen van het verdrag waren dat Ptolemaeus de controle over Egypte behield en dat Seleucus satraap werd van Babylonië.
Antigonos kreeg een grote promotie door een politiek vacuüm: zijn grondgebied werd groter door de toevoeging van Lycaonië. Hij moest wel een einde maken aan de oorlog met Eumenes, wiens gebied, Cappadocië, aan dat van Antigonos grensde. Uiteindelijk gaf Antipater hem de leiding over het Koninklijke Leger en de titel "Strateeg van Azië" en liet hem Arrhidaeus en Alexander IV bewaken. Dit zorgde ervoor dat Antigonos een onderkoning werd, want geen enkele van de Diadochen had op dat moment een gelijkaardige macht, misschien uitgezonderd Ptolemaeus, ook al was die bezig met het verstevigen van zijn positie in Egypte. Antipater liet hem echter ook samenwerken met zijn zoon Kassander, de nieuwe chiliarch van de cavalerie van de hetairoi. Geen van beide wilde echter dienen onder elkaar, waardoor er veel meningsverschillen tussen de twee kwamen. Hun conflict werd nog erger toen Kassander zijn vader kon overtuigen om Arrhidaeus en Alexander IV terug mee te nemen naar Macedonië. Antipater kon echter geen confrontatie met Antigonos riskeren, en daarom probeerde hij zijn daad tegen hem goed te praten. Hij bood ook aan om zijn dochter Fila te laten trouwen met Antigonos' zoon Demetrius; ze trouwden en zij bracht Antigonos II Gonatas ter wereld.
Antigonos kreeg daarna de opdracht om de laatste aanhangers van Perdiccas te verslaan, waaronder diens broer Alcetas, maar vooral Eumenes. Hij verzamelde daarom zijn troepen en besliste om Cappadocië, waarnaartoe Eumenes gevlucht was, aan te vallen. Voordat Antigonos dit land kon veroveren, plunderde Eumenes eerst Phrygië, de satrapie van Antigonos, en overwinterde in Kelainai, diens hoofdstad. Tijdens deze veldtocht die begonnen was in 320 v.Chr. kon Antigonos rekenen op 10.000 infanteristen waaronder 5.000 Macedoniërs, 2.000 cavaleristen en 30 krijgsolifanten. De oorlog werd na de winter hervat door Antigonos in de lente van 319 v.Chr. Eumenes' leger leidde op die momenten onder vele deserties, waarbij vooral de Macedoniërs van de falanx zich aansloten bij Antigonos. Daarom moest Eumenes zijn toevlucht zoeken in het fort van Nora, bij de grenzen van Cappadocië en Lycaonië. Antigonos buitte dit uit door op te rukken tegen Alcetas, die, nadat hij verslagen werd in Pisidië, zelfmoord pleegde.

### Oorlog tegen Eumenes
De dood van Antipater in de zomer van 319 v.Chr. zorgde ervoor dat Antigonos nu zijn eigen ambities kon volgen. Omdat hij nu de heerser was van het grootste deel van Klein-Azië, zag hij zichzelf als de enige die de mogelijkheid om een rijk uit te bouwen. Hij domineerde vanaf dit moment het Hellenistische oosten voor de volgende vijftien jaar. De andere Diadochen hadden noch het grondgebied, noch de macht van Antigonos, en vergeleken met diens ambities, leek het alsof die van hen enkel gericht waren om een persoonlijke ruimte te kunnen creëren, of het uiteenvallen ervan te kunnen weerhouden. Antigonos' ambitie was om Alexanders rijk te kunnen heropbouwen en er de koning van te worden. Toen hij bijna 65 jaar oud was, toonde hij zijn militaire capaciteiten, ook omdat hij bijgestaan werd door zijn zoon Demetrius, ook een van de briljantste generaals van zijn tijd.
Polyperchon volgde Antipater op als regent van Macedonië, tot ontsteltenis van Kassander, en sloot zich aan bij Eumenes tegen Antigonos. Terwijl hij bezig was met het heroveren van de satrapieën van Lydië en Phrygië, onderhandelde Antigonos met Eumenes over een wapenstilstand via Hieronymus van Cardia. Hij probeerde ook om hem aan zijn kant te krijgen, maar de vroegere secretaris van Alexander bleef trouw aan de Argeaden en ontving van Polyperchon de leider over het Koninklijke Leger en de titel van Strateeg van Azië, om Antigonos te verslaan, die in overleg met Ptolemaeus weigerde om het gezag van Polyperchon te ontkennen.
Antigonos werd op dat moment beschouwd als 'persoonlijke vijand' van Arrhidaeus, de rechtmatige koning van Macedonië. Polyperchon beval zijn vloot, onder leiding van Clitus, om ervoor te zorgen dat Antigonos de Hellespont niet kon oversteken om Arrhidaeus te pakken te krijgen. Maar Kassander stuurde zijn admiraal Nicanor naar Antigonos en liet hem zijn vloot bij hem aansluiten, waardoor Antigonos nu over een vloot van 100 schepen beschikte. Met de hulp van zijn Byzantijnse bondgenoten viel Antigonos de vijandelijke vloot aan in de nacht en vernietigde die. Diodorus Siculus zegt dat Antigonos "onder het volk grote achting kreeg voor zo'n volledige overwinning. Vanaf dat moment was hij van plan om de zee te veroveren en zich te verzekeren van Azië". Hierna marcheerde hij op naar Cilicië, aan het hoofd van 20.000 infanteristen en 4.000 cavaleristen, om Eumenes aan te vallen voor die een groot leger kon verzamelen, wat hij ook deed door de soldaten van het verslagen leger van Alcetas, de gesneuvelde broer van Perdiccas, gevangen te houden, zodat het zich niet bij dat van Eumenes kon voegen.
Eumenes vormde op dat moment ook een coalitie met de satrapen van de oostelijke provincies om ervoor te zorgen dat Antigonos werd weggetrokken van zijn grondgebied en oorlog zou moeten gaan voeren in het oosten. Eumenes veroverde de citadel van Babylon op Seleucus. Deze gebeurtenissen, vermeldt door Diodorus Siculus, lijken bevestigd te zijn door de Babylonische kronieken: "de Kronieken van de Diadochen". Tijdens de winter van 318 v.Chr. op 317 v.Chr. veroverde Eumenes Susiana en verzamelde er troepen uit Azië, waaronder de oorlogsolifanten van Eudemus en het leger van de oostelijke satrapen geleid door Peucestas, een somatophylax van Alexander de Grote. Eumenes maakte zijn verdediging klaar bij de Tigris, maar Antigonos kon die makkelijk omzeilen, kwam aan in Susiana en verkreeg daar de hulp van Peithon, de satraap van Medië, en van Seleucus, wie hij de opdracht geeft om de citadel van Susa te belegeren. Eumenes stak daarna ook de Tigris over en bracht Antigonos een nederlaag toe aan de oevers van de rivier de Coprates. Antigonos trok zich terug naar Medië, waardoor hij de bezittingen van de satrapen die zich achter Eumenes geschaard hadden bedreigde.
Antigonos marcheerde door Persis, terwijl het leger van Eumenes hem achtervolgde naar de regio van Paraitakene. Eumenes wilde slag leveren maar het moeilijke terrein verhinderde een confrontatie; Antigonos kon zich daarom terugtrekken naar Gabiene om zijn troepen te bevoorraden. Eumenes kon hem echter inhalen. Doordat de daaropvolgende slag bij Paraitakene (einde van 317 v.Chr.) onbeslist eindigde, keerde Antigonos terug naar Medië. Eumenes onthield zich ervan om hem te achtervolgen en overwinterde in Gabiene, aan de grens van Persis en Medië. Na enkele weken overwinterd te hebben in Medië probeerde Antigonos om het initiatief te heroveren door zo snel mogelijk te marcheren het nog verspreide leger van Eumenes aan te vallen. Maar de soldaten van Antigonos, uitgeput door de lange mars, werden ontdekt door Eumenes; en doordat Eumenes Antigonos kon laten geloven dat hij zijn leger al had klaargemaakt, kon hij voldoende tijd winnen om zijn leger echt te verzamelen. Antigonos probeerde een olifantenkonvooi aan te vallen, geïsoleerd van de rest van het leger, maar Eumenes kon versterkingen sturen, waardoor Antigonos van deze aanval moest afzien.
De twee generaals stelden daarom hun troepen op om slag te leveren bij Gabiene (januari 316 v.Chr.). Nadat Eumenes gevangen genomen werd door het verraad van Peucestas en de commandanten van de Argyraspides, Antigenes en Teutamus, die overgelopen waren naar Antigonos omdat hij de bagagetrein had veroverd, werd hij onmiddellijk geëxecuteerd wegens het schenden van het verdrag van Triparadisus; de satraap van Indië, Eudamus, net als Antigenes en Teutamus, ondergingen hetzelfde lot. Op dat moment verkreeg Antigonos de trouw van Hieronymus van Cardia, de toekomstige historicus van de Diadochen.
Hierna was Antigonos meester van Azië. Terwijl zijn bondgenoot, Kassander, zich op dat moment verzette tegen Olympias, begon Antigonos aan het reorganiseren van Azië en verklaarde zichzelf al soeverein. Hij onttroonde alle satrapen van de gebieden en verving ze door vertrouwelingen. Het is daarom dat Peucestas, aan wie Antigonos zijn overwinning tegen Eumenes te danken had, verdreven werd uit Persis waar hij nochtans populair was. Peithon, die probeerde om de controle over de oostelijke satrapieën over te nemen, werd geëxecuteerd. Antigonos kwam vervolgens aan in Babylon om Seleucus' belastingen te innen, maar deze laatste vluchtte weg uit Babylon naar Ptolemaeus. Antigonos, die Alexander imiteerde, aarzelde niet om Perzen aan te stellen als sleutelpersonen. Hij maakte zich ten slotte meester van de koninklijke schatkist van Cyinda in Cilicië, met een geschatte inhoud van 10.000 talenten, waaraan hij ongeveer 11.000 talenten toevoegde. Hij werd daardoor de rijkste en machtigste van de Diadochen.

## Eerste coalitie tegen Antigonos

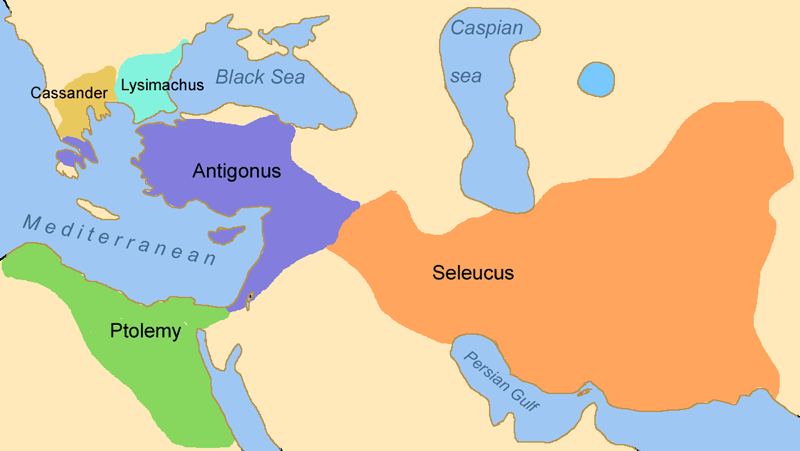
De rijken van de Diadochen in ongeveer 311 v.Chr.

### Antigonos en de proclamatie van Tyrus
Na zijn overwinning tegen Eumenes nam Antigonos opnieuw de leiding over het grootste deel van de satrapen van de oostelijke provincies; hij legde beslag op de schatkist van Susa en kwam binnen in Babylon in 315 v.Chr., waardoor hij zich meester maakte van als het ware de gehele "Aziatische erfenis" van Alexander de Grote. Seleucus was gevlucht naar Egypte en vormde een alliantie met Ptolemaeus, Lysimachus en Kassander, die opnieuw regent van Macedonië was geworden. De geallieerden gaven aan Antigonos een ultimatum om de afgezette satrapen in het oosten opnieuw in ere te herstellen en het geld dat hij had verkregen door Eumenes te verslaan, dat hij eigenlijk had gekregen van Polyperchon, aan de koninklijke schatkist zou toevoegen. De confrontatie met Ptolemaeus leek dus onafwendbaar omdat het eerdere plan van Antigonos was om naar Griekenland te marcheren. Antigonos viel Syrië binnen, dat verlaten was door Ptolemaeus die het bezette sinds het verdrijven van Laomedon van Mytilene, en Antigonos was er meer dan een jaar bezig met het belegeren van Tyrus in Fenicië, dat verdedigd werd door een sterk garnizoen van Ptolemaeus.
Na het verzwakken van de positie van Kassander in Griekenland, en in mindere mate die van Lysimachus in Thracië en in de Hellespont, verklaarde Antigonos dat hij de vrijheid zou teruggeven aan de Griekse steden bij de proclamatie van Tyrus in 315 v.Chr. Hij steunde de democratische facties in de steden, terwijl Kassander bezig was geweest met de oligarchische facties, zoals in Athene. Antigonos hoopte zo dat de Griekse steden zouden rebelleren tegen Kassander. Ptolemaeus volgde Antigonos' voorbeeld en bracht op zijn beurt ook een proclamatie uit in het voordeel van de autonomie van de steden. Anderszins zorgde Antigonos voor de oprichting van de Nesiotische Bond in de Cycladen, zodat hij gemakkelijk troepen naar Griekenland zou kunnen sturen.
In deze proclamatie verklaarde Antigonos, in naam van zijn leger, Kassander schuldig voor de moord op Olympias in 316 v.Chr., om zo de dubbelhartigheid en wreedheid van Kassander te tonen, want Kassander had beloofd dat hij Olympias zou sparen als ze zich zou overgeven. Hij beschuldigde ook Kassander dat hij Roxane en haar zoon Alexander IV gevangen hield, maar ook dat hij de halfzus van Alexander, Thessalonike, had gedwongen om met hem te trouwen. Antigonos gebruikte deze proclamatie om zich voorop te stellen als beschermer (epimelete) van de jonge koning, dit regentschap zou hij combineren met zijn titel Strateeg van Azië. Kassander was op militair vlak wel niet de gevaarlijkste van zijn tegenstanders, maar hij was de heerser van Macedonië en kon dus gebruikmaken van het rekruteren van de Macedoniërs. Daarbovenop had hij het zeggenschap over de rechtmatige koning en bezat een connectie met de Argeadische dynastie door zijn huwelijk met Thessalonike. Hierdoor begon er een strijd van dertien jaar tussen Antigonos en Kassander.

### Offensief van Antigonos
Voor Antigonos was de periode van 314 v.Chr. tot 313 v.Chr. een periode vol overwinningen, ook al kon hij in het begin niet naar Egypte optrekken doordat hij bezig was aan het beleg van Tyrus; verder verloor hij ook eerst de satrapie van Carië doordat Asander zich had aangesloten bij de coalitie tegen hem. Hij besloot dus om de oorlog naar Klein-Azië te verleggen, terwijl zijn neven Telesphorus, Ptolemaeus en Medius van Larissa naar Griekenland moesten gaan. Antigonos sloot een bondgenootschap met de koning van Bithynië, net als met de Chalcidische steden en Heraclea. In 313 v.Chr. kon Antigonos Asander verslaan en begon Kassander zijn grip op Griekenland te verliezen. Antigonos kon ook de steden aan de kust van Ionië, waaronder Milete, veroveren, waardoor hij opnieuw de gebieden van Klein-Azië kon heroveren die hij eerder had verloren.
De gevechten in Griekenland begonnen in 315 v.Chr., terwijl Antigonos nog bezig was met het beleg van Tyrus. Aristodemus van Milete moest het decreet van Tyrus gaan overbrengen in Griekenland. Hij vond er onmiddellijk veel aanhangers, waaronder in het bijzonder de Aetolische Bond. Antigonos hielp ook Polyperchon (en diens zoon Alexander), die hij strateeg van de Peloponnesos maakte, waar hij zich had teruggetrokken, net als Aeacides, de koning van Epirus en neef van Olympias, en die vijandig stond tegenover Kassander. Maar die laatste reageerde echter met een veldtocht in de Peloponnesos. Polyperchon, die in het nauw gedreven was, beëindigde zijn alliantie met Kassander om zich te onderwerpen aan Kassander. Daarna keerde Kassander zijn aandacht op Aristodemus, de Aetoliërs en de Illyriërs, maar zonder beslissende overwinningen. Maar in 314 v.Chr. kon Kassander de steden Leukas, Apollonia en Epidamnos veroveren op de Illyriërs. Daarom zond Antigonos zijn neef, Telesphorus, naar Griekenland met de hulp van de eilanden van de Egeïsche Zee waaronder de belangrijkste (Lemnos, Imbros en Delos) Kassander verraadden. Deze eilanden vormden samen de Nesiotische Bond. De verschillende steden hielpen Antigonos in ongeveer 315 v.Chr., terwijl hij Tyrus aan het belegeren was, door voor hem een vloot te verzamelen om Kassander aan te vallen. Zo versloeg Medius van Larissa, een van de belangrijkste admiraals van Antigonos, de vloot van Pydna, die zich had aangesloten bij Kassander, terwijl Telesphorus verschillende successen behaalde in 313 v.Chr. in de Peloponnesos en in Boeotië. In hetzelfde jaar behaalde ook Polemaeus, een andere neef van Antigonos, successen in Griekenland, en versloeg een opstand van Telesphorus, die zijn eigen zaak was beginnen dienen. Uiteindelijk versloeg Medius in 312 v.Chr. de vloot van Kassander bij het eiland Euboea. Antigonos verzwakte ook de positie van Lysimachus en ondersteunde de opstand van de steden rond de Pontus Euxinus.
Antigonos was bijna in staat om zelf naar Griekenland te gaan; maar toen reageerde Ptolemaeus, op aandringen van Seleucus, door Cyprus en Syrië te bezetten. Demetrius moest hem aanvallen, met zijn onderbevelhebber Peithon, maar zijn leger werd verslagen in de slag bij Gaza. Zo kwamen Fenicië en Coele-Syrië opnieuw in handen van Ptolemaeus. Ook al zorgde dit ervoor dat Antigonos niet naar Griekenland kon gaan, accepteerden Kassander en Lysimachus, die erg verzwakt waren, het vredesvoorstel in 312 v.Chr. Na de mislukking van Demetrius bij Gaza, begon Polemaeus snel een oorlog met zijn oom en vormde een vorstendom in de Egeïsche Zee, waar hij de vloot van Antigonos kon weerhouden van aanvallen bij Chalkis. Hij kon via Fenicië Antigonos aanvallen bij Phrygië aan de Hellespont. Hij deed een beroep op Kassander, maar keurde de moord op Alexander IV af; Kassander had de jonge koning laten executeren in 309 v.Chr.
Op hetzelfde moment kon Seleucus zijn verloren gebieden in Babylonië heroveren en kon zo een derde front tegen hem vormen, na Griekenland en Syrië. De gebeurtenissen van het jaar 312 v.Chr. verplichtten Antigonos dus om af te zien van zijn plannen om naar Griekenland en Macedonië te gaan. Een nieuw leger geleid door Demetrius, en later door Antigonos zelf, kon enkele successen behalen tegen Ptolemaeus en dwong hem om opnieuw Syrië en Fenicië te verlaten. Antigonos kon echter niet Egypte binnenvallen omdat hij eerst nog Seleucus moest afhandelen. Hij zond Demetrius om hem aan te vallen; de expeditie van zijn zoon naar Babylonië liep echter uit in een nederlaag.

### Vrede van 311 v.Chr.: Antigonos, de weldoener van de Grieken?
In 311 v.Chr. had geen enkele van de Diadochen een beslissend voordeel behaald, maar de noodzaak van een wapenstilstand liet zich voelen na vier jaren oorlog. Lysimachus en Kassander zonden een ambassade naar Antigonos in dit jaar, voor Ptolemaeus zich ook bij hen aansloot. Deze vrede is bekend door een onvolledige tekst ontdekt op de site van Scepsis in Traode. Het gaat over een brief van Antigonos aan de inwoners van de stad, of waarschijnlijker naar alle steden, aan wie hij de vrijheid van de Grieken gaf. Het lijkt erop dat een fase van intense onderhandelingen het tekenen van het verdrag was voorgegaan. Een eerste poging om vrede te sluiten tussen Antigonos en Ptolemaeus in 314 v.Chr. mislukte door de omvang van Antigonos' eisen. In 313 v.Chr. gebeurde hetzelfde tussen Antigonos en Kassander door dezelfde redenen. Maar in 311 v.Chr. was de situatie veel minder bevredigend voor Antigonos. De expeditie van Demetrius tegen Seleucus in Babylonië draaide uit op een mislukking. Antigonos had een vredesverdrag nodig om zijn aandacht op deze nieuwe tegenstander te keren. Deze laatste bleef dus buiten de onderhandelingen. Het lijkt er dus op dat Antigonos opnieuw het initiatief nam om tot een vredesverdrag te komen.
De twee belangrijkste bepalingen van het verdrag waren het behouden van de bezittingen van de Diadochen en de proclamatie van de vrijheid van de Grieken. Antigonos bleef "Strateeg van Azië", wat van Seleucus een rebellerende satraap maakte. Antigonos kwam boven als de voorlopige winnaar van het conflict. Zijn rijk, gecentreerd in Klein-Azië, bleef intact, als Babylonië buiten beschouwing wordt gelaten. Hij behield zijn greep over zijn geld waarover niet gediscussieerd werd in het vredesverdrag. De proclamatie van de vrijheid van de Grieken is de uitkomst van het proces dat hij in gang had gezet bij de proclamatie van Tyrus in 315 v.Chr. Het is een wapen dat volgens hem gunstig was voor zijn ambities omdat de geringste poging van de Diadochen om hun autoriteit over de Griekse steden op te nemen zou zorgen voor een casus belli. Het was echter een wapen dat zich tegen hem kon keren. Het was tegenstrijdig dat de Griekse steden moesten meedoen aan een vrede van een oorlog waarin zij geen rol hadden gespeeld. Deze tegenstrijdigheid wordt vaak gevonden in het Hellenisme, omdat de Griekse steden toch onderworpen zijn aan de wil van de heerser over het gebied waarin hun stad ligt. In de tekst van Scepsis staat dat Antigonos erop stond dat de Grieken zich hielden aan deze vrijheid die hen werd verleend: "Daarom lijkt het me goed dat jullie de eed zweren die we jullie hebben gegeven. We zullen er in de toekomst naar streven om jullie en de andere Grieken alle voordelen zullen bieden die we jullie kunnen geven."
Antigonos kon zijn doelen echter niet bereiken. Geen enkele van zijn tegenstanders was verslagen en daarom moest hij Kassander erkennen als "Strateeg van Europa" (wat hem de macht gaf over de Griekse steden in Europa) en als voogd van koning Alexander IV. Deze vrede zorgde voor het uitsterven van de Argeadische dynastie..

## Koning van Azië

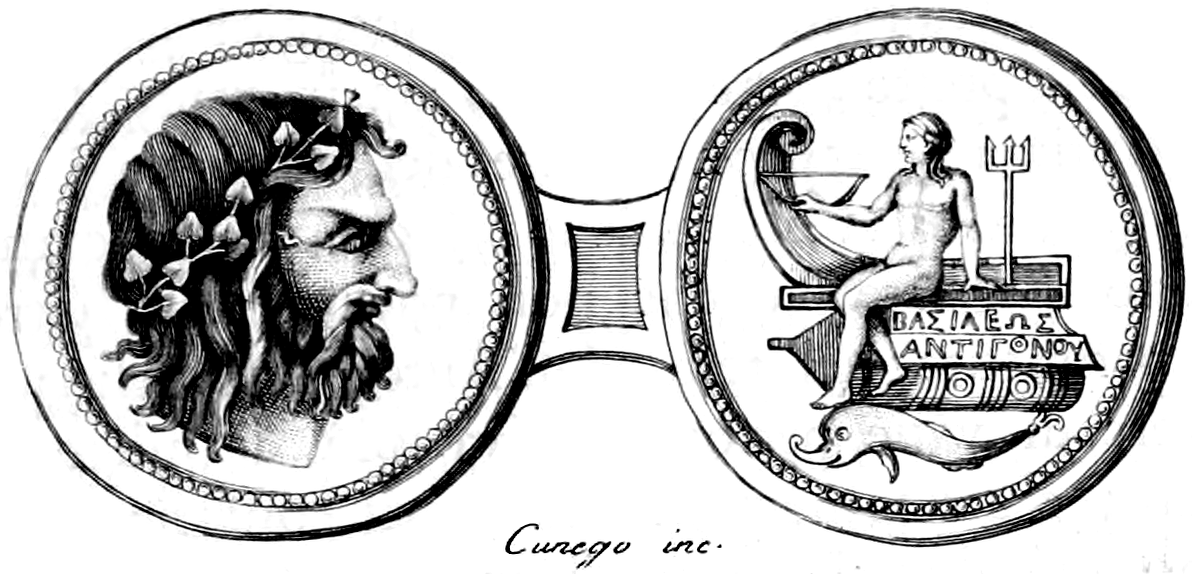
Illustratie met de vermelding "Koning Antigonos", 1783.

### Hervatting van het conflict
Maar deze vrede tussen de Diadochen werd al snel verbroken. Seleucus, die niet had deelgenomen aan de onderhandelingen, versloeg Antigonos in de Babylonische Oorlog en veroverde de oostelijke satrapieën tussen 310 en 308 v.Chr. Ptolemaeus toonde ook zijn ambities in de Egeïsche Zee, die toen nog onder controle van Antigonos was dankzij diens Nesiotische Bond, maar profiteerde van het conflict tussen Antigonos en diens neef Polemaeus op Euboea rond Chalkis. Antigonos had op dat moment geen vloot omdat die in handen was van zijn neef, terwijl ook Demetrius beziggehouden werd tegen Seleucus.
Ptolemaeus kon een veldtocht houden tegen de kuststeden van Klein-Azië, waarvan de belangrijkste in Cilicië lagen en bij vele Egeïsche eilanden. De reactie van Antigonos kwam onmiddellijk en zijn zonen hernamen het initiatief in Klein-Azië. Maar in 309 v.Chr. veroverde Ptolemaeus ook de steden van Carië en Lydië. Het volgende jaar liet Antigonos Cleopatra executeren, de zus van Alexander die zou trouwen met Ptolemaeus, omdat die eigenlijk geen enkele aanspraak maakte op het rijk. Terwijl Ptolemaeus en Antigonos tegen elkaar aan het vechten waren, werd Alexander IV, samen met zijn moeder Roxane, vermoord op bevel van Kassander in 310 v.Chr.; terwijl ook het volgende jaar Polyperchon de zoon van Alexander en Barsine, Heracles, liet executeren, om zo de dankbaarheid van Kassander te krijgen. Met deze executies stierf de lijn van de Argeaden uit, en zo dus ook het laatste obstakel voor de Diadochen om zich tot koning te verklaren.
Op hetzelfde moment werd Polemaeus verslagen door Ptolemaeus in 308 v.Chr. Deze laatste had ervan geprofiteerd door een akkoord te sluiten met Antigonos om Griekenland tussen elkaar te verdelen, ten nadele van Kassander en Polyperchon. De Egeïsche eilanden kwamen weer onder gezag van Antigonos en Griekenland zelf onder dat van Ptolemaeus. Vanaf 308 v.Chr. gebruikte Ptolemaeus dus de Peloponnesos als uitvalbasis om de Griekse steden die nog onder gezag waren die erom vroegen van Kassander te 'bevrijden', om zo de vrijheid van de Grieken te garanderen, net als Antigonos. Maar de gebeurtenissen in Cyrenaica, dat in handen van Agathocles van Syracuse was gevallen, maakten Ptolemaeus ongerust. Na eerder enkele successen te hebben behaald, begon de situatie in Griekenland nu ook vast te lopen. Daarom keerde Ptolemaeus in ongeveer 308 v.Chr. terug naar Egypte.

### Laatste overwinningen van Antigonos en Demetrius
In ongeveer 308 v.Chr. profiteerde Antigonos van het feit dat Seleucus beziggehouden werd aan de meest oostelijke grens van zijn rijk tegen Chandragupta Maurya om zijn aandacht weer te richten op zijn belangrijkste doel, Griekenland en Macedonië. Hij liet dus een nieuwe vloot klaarmaken, want de voorgaande was onder controle van Ptolemaeus gekomen na zijn annexatie van de bezittingen van Polemaeus. In 307 v.Chr. kon Demetrius Athene binnengaan en nam de oligarchische Demetrius van Phalerum gevangen die de stad bestuurde in naam van Kassander. Demetrius liet zijn wil weten door opnieuw de vrijheid aan de Grieken te verklaren, overeenstemmig met het beleid dat Antigonos gebruikte bij de proclamatie van Tyrus in 315 v.Chr. Demetrius veroverde daarna Megara en Munychia. In het begin van 307 v.Chr. kregen Antigonos en zijn zoon een heroïsche cultus in Athene en er werden twee nieuwe Fyles gesticht om hen te eren; dit toont dat de vrijheid van de stad opnieuw twee nieuwe beschermers had gevonden.
Deze situatie in Griekenland was onacceptabel voor Ptolemaeus, voor wie deze gebeurtenissen opnieuw een bedreiging vormden. Hij bewapende ook een vloot waarmee hij Syrië wilde aanvallen. Daarom werd Demetrius opnieuw teruggeroepen door zijn vader zonder Korinthe noch Sicyon te kunnen hebben ingenomen, die nog altijd in handen waren van Ptolemaeus. Demetrius, met zijn onderbevelhebber Medius van Larissa, voer naar Cyprus en vernietigde de vloot van Ptolemaeus bij Salamis in Cyprus in 306 v.Chr. Ptolemaeus verliet Cyprus en de heerschappij over dit eiland ging over naar Antigonos.

### Koninklijke proclamatie
Deze grote overwinning moedigde Antigonos, die nog steeds het herstellen van het rijk van Alexander op het oog had, om samen met zijn zoon Demetrius de titel van basileus (Βασιλεύς, wat koning betekent) op zich te nemen. Aristodemus van Milete, die van Antigonos de overwinning bij Salamis moest bekendmaken, zou geweten hebben van de belangrijkheid van dat moment volgens Plutarchus: "Gegroet, koning Antigonos! We zijn de overwinnaars op Ptolemaeus." Antigonos bevestigde zichzelf als opvolger van Alexander, vooral na het verdwijnen van de laatste Argeaden, waarvoor Antigonos niet de verantwoordelijkheid draagt, als de moord op de zus van Alexander, Cleopatra, in 308 v.Chr. buiten beschouwing wordt gelaten. Bovendien deed Antigonos alsof hij banden had met de eerste Argeaden door zijn huwelijk met Stratonike. Dat ook Demetrius koning werd toont zijn wil om een nieuwe dynastie te stichten.
De andere Diadochen, Ptolemaeus, Seleucus, Kassander en Lysimachus, reageerden door ook de titel van koning op zich te nemen vanaf 305 v.Chr. Het ging er voor hen zeker om om zich tegen de imperiale pretenties van Antigonos te verzetten, maar ook om hun heerschappij te legitimeren. De opname van de koninklijke titel richtte zich enkel op de Macedoniërs en de Grieken, omdat de Diadochen zich al vanaf het begin tegenover andere volkeren gedroegen als soevereinen. Het opname van de titel koning betekende de geboorte van de Hellenistische monarchieën.
Om ook in de voetsporen te treden van Alexander, had Antigonos in ongeveer 316 v.Chr. een stad gesticht in Bithynië op de fundamenten van een oudere Griekse kolonie; hij liet deze stad koloniseren door Boeotiërs en gaf de stad de naam Antigonia (het toekomstige Nicea). In 307 v.Chr. stichtte hij op de rivier de Orontes in Syrië een ander Antigonia dat hij koloniseerde met Grieken en Macedoniërs. Uiteindelijk stichtte hij nog een ander Antigonia (later Alexandrië genoemd) bij de Hellespont voor economische redenen. De inwoners van deze stad waren boeren die met geweld uit de omliggende gebieden waren verdreven.

## Tweede coalitie tegen Antigonos

### Beleg van Rhodos
Versterkt door zijn koninklijke proclamatie, bracht Antigonos een groot leger en een grote vloot op de been, waarvan hij de leiding aan Demetrius gaf, met de bedoeling om Ptolemaeus aan te vallen bij zijn eigen gebieden in 305 v.Chr. De invasie van Egypte werd echter een nederlaag; Antigonos kon de verdedigingen van Ptolemaeus niet veroveren en moest zich terugtrekken. Ptolemaeus profiteerde van deze overwinning door zichzelf ook koning te verklaren.
Antigonos besliste dan om zijn aandacht te richten op het eiland Rhodos, dat om economische redenen zich had aangesloten bij Ptolemaeus. Bovendien hadden de vele conflicten en de ontwikkeling van de piraterij de stad een rol als beschermer van de zee gegeven, wat Rhodos een groot prestige opgeleverd had. Antigonos wilde de stad echter om haar strategische belang innemen. Hij heerste sinds de slag bij Salamis in Cyprus over het eiland; het bezetten van Rhodos (wat Demetrius al tevergeefs had geprobeerd na zijn overwinning op Ptolemaeus) zou het controleren van de communicatielijnen in de oostelijke Middellandse Zee en de Egeïsche Zee betekenen. Antigonos had zojuist een nederlaag geleden in Egypte en moest dus zeker zijn thalassocratie behouden, die Ptolemaeus al tevergeefs had willen verbreken in 308 v.Chr. Hier trok hij blijkbaar zijn belofte in om de vrijheid van alle Grieken te garanderen, aangezien Rhodos zelf ook een Griekse stad was. Daarom gebruikte hij als reden van zijn aanval dat de stad hem niet had geholpen bij zijn invasie van Egypte.
Demetrius moest de stad dus innemen. Het beleg van Rhodos, dat langer dan een jaar duurde, is een van de meest bekende uit de Klassieke Oudheid. Hier verkreeg Demetrius zijn bijnaam Poliorketes ("Stedenbedwinger"), ook al kon hij de stad niet volledig innemen. Hij gebruikte vele belegeringswerktuigen (waaronder de heliopoleis), maar hij kon de stad echter niet volledig innemen. Ptolemaeus, Kassander en Lysimachus hielpen de stad die op het punt stond te vallen in 304 v.Chr. Ptolemaeus zelf gaf de Rhodiërs dan de raad om te onderhandelen met Demetrius. Dankzij de tussenkomst van de Aetoliërs werd er een verdrag gesloten. Rhodos werd bondgenoot van Antigonos, uitgezonderd tegen Egypte, en moest honderd gijzelaars leveren.

### Oorlog in Griekenland en herstel van de Korinthische Bond
Demetrius moest een einde maken aan het Beleg van Rhodos. Dit kwam gedeeltelijk ook door het feit dat Kassander in Griekenland het offensief hernomen had. Hij belegerde Athene vanaf 307 v.Chr., waarmee hij het begin markeerde van de "Vierjarige Oorlog" in Griekenland. De stad stond op het punt te vallen ondanks de interventie van de Aetoliërs. Toen zij teruggedreven waren door Kassander, liet Antigonos zijn zoon tussenbeide komen in Boeotië en deze versloeg Kassander ten noorden van Thermopylae in 304 v.Chr. Vervolgens vroeg Antigonos aan Kassander de onvoorwaardelijke onderwerping van Macedonië. Boeotië en Phokis onderwierpen zich aan de Antigoniden, die ook graag hun Atheense alliantie wilden behouden door de Attische stad het fort van Phyle te geven, Salamis en Panakton. Met deze nieuwe overwinning beëindigden Antigonos en zijn zoon Demetrius het conflict in Griekenland. Tussen 304 en 302 v.Chr. veroverde Demetrius ook Sicyon, dat hij opnieuw inrichtte met het Synoikisme, daarna Korinthe en de Peloponnesos, uitgezonderd Mantinea, dat trouw bleef aan Kassander.
Antigonos kon, dankzij de tussenkomst van Demetrius, de Korinthische Bond herstellen in 302 v.Chr., wat vermeld staat op meerdere inscripties, waaronder degene in Epidauros. Zo werd het grootste deel van de Griekse steden herenigt, uitgezonderd Sparta, Messenië en Thessalië. Deze periode is de belangrijkste wat betreft de Griekse poleis. Het doel van de Korinthische was niet dezelfde als degene die Philippus II voor ogen had gehad toen hij deze oprichtte, zoals Plutarchus denkt en na hem enkele moderne historici. In 337 v.Chr. richtte de Macedonische koning deze Bond op om een "gemeenschappelijke vrede" te verkrijgen na jaren van oorlog; Antigonos en Demetrius deden dit om zo Macedonië te kunnen veroveren, waardoor de "gemeenschappelijke vrede" nog ver weg was. De herstelling van de Korinthische Bond (waarvan Antigonos in 336 tot 334 v.Chr. had geleid) als instrument van de Antigonidische dominantie ging veel verder dan de amnestie die Polyperchon aan de rebellerende Griekse steden had gegeven in 318 v.Chr. na de Lamische Oorlog; Een Macedonisch garnizoen bleef langer dan 60 jaar gestationeerd in Korinthe.

### Slag bij Ipsus
De andere Diadochen konden niet gewoon toezien hoe Kassander verdreven werd uit zijn koninkrijk zonder te reageren. Er vonden onderhandelingen plaats in 304 v.Chr. om een laatste coalitie tegen de oude koning (hij was bijna 80 jaar oud) te beginnen. De legers zouden ongeveer even sterk zijn omdat Antigonos zo groot en rijk was dat hij een aanzienlijk leger kon verzamelen, zonder twijfel even sterk als dat van zijn belangrijkste geallieerde tegenstanders (tussen de 70.000 en 80.000 mannen in de slag bij Ipsus). Het was dus noodzakelijk voor de andere Diadochen om hun legers te verenigen als ze Antigonos zouden willen verslaan. Daarom moesten ze tijd winnen, wat hun gedurfde maar slimme plan verklaart; er werd een sterk garnizoen geplaatst in Europa tegen Demetrius, wat ervoor zou kunnen zorgen dat Lysimachus een verrassingsaanval zou kunnen uitvoeren in Azië, om zo tijd te winnen om de legers te verenigen.
Lysimachus was de eerste die actie ondernam in 302 v.Chr. Hij zette voet aan land in Phrygië aan de Hellespont, met de hulp van troepen gezonden door Kassander, en onderwierp verschillende steden aan de kusten van Lycië en Carië, waaronder Colophon, Ephese en Sardis. Ook liep Philetaerus (de stichter van de Attalidische dynastie van Pergamon) over naar Lysimachus. Antigonos rukte op om deze laatste aan te vallen en riep Demetrius terug. Deze laatste was Thessalië binnengevallen in de lente van 302 v.Chr. door met zijn vloot Thermopylae te omzeilen. Hij sloot snel een verdrag met Kassander en ging naar Ephese in de herfst. Kassander herstelde na het vertrek van Demetrius weer zijn gezag in Thessalië en Phokis, dat hij later weer verloor aan Pyrrhus van Epirus.
De aankomst van Demetrius in Anatolië bracht Lysimachus in moeilijkheden. De versterkingen die gezonden waren door Kassander onder leiding van zijn eigen broer, Pleistarchus, werden verslaan door Demetrius. Daarom trok Lysimachus zich in de winter van 302 op 301 v.Chr. terug naar Heraclea Pontica om er te wachten op de aankomst van Seleucus, die overwinterde in Cappadocië. Ptolemaeus, terwijl hij Fenicië aan het binnenvallen was en zich klaarmaakte om zich aan te sluiten bij Seleucus, trok zich echter terug naar Egypte na het valse bericht over een overwinning van Antigonos. De aankomst van Seleucus, aan het hoofd van ongeveer 500 oorlogsolifanten, keerde het tij, ondanks de aankomst van de troepen van Demetrius. In 301 v.Chr. rukte Antigonos op tegen het coalitieleger, dat zich opgesteld had bij de stad Ipsus in het hart van Phrygië. In zijn eenentachtigste levensjaar leidde Antigonos zelf de phalanx. Hij werd echter verslagen en gedood door een werpspeer tijdens de slag bij Ipsus, een van de meest beslissende slagen van het hellenistische tijdperk.

## Erfenis van Antigonos

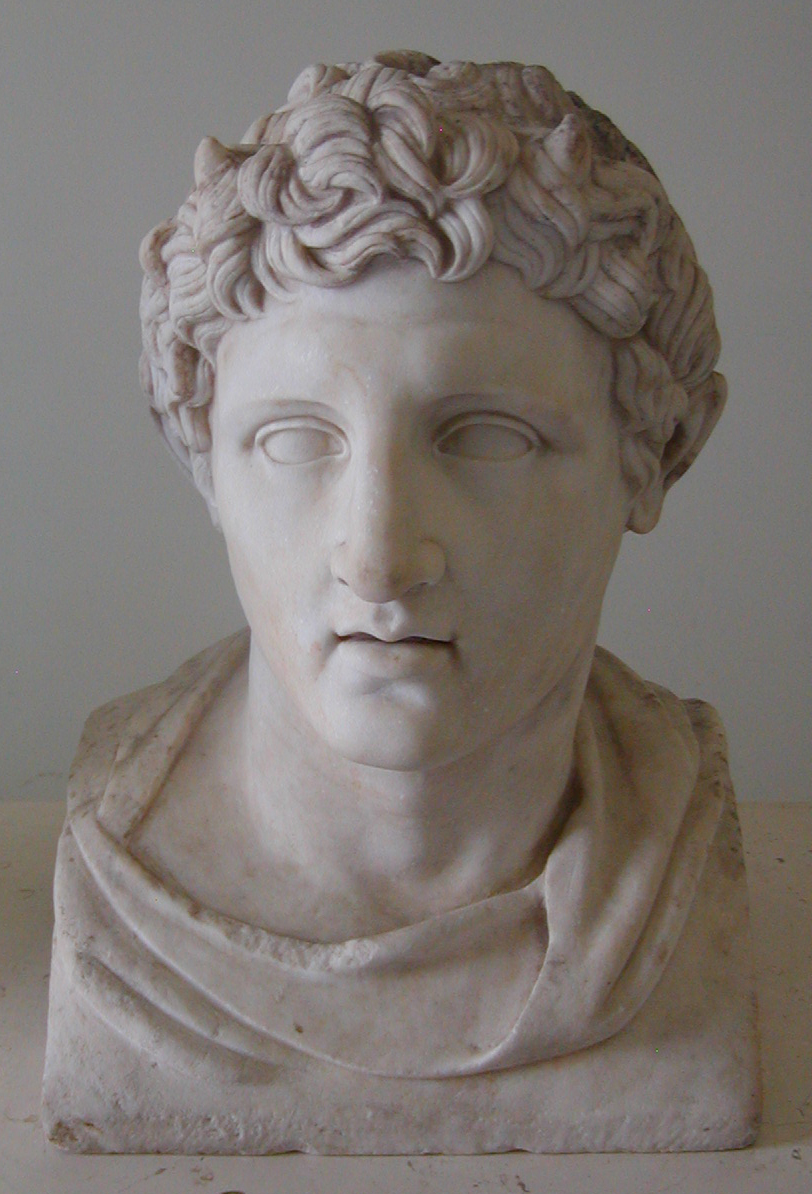
Een vergoddelijkte Demetrius Poliorcetes. Beeld afkomstig uit Herculaneum.

Het rijk van Antigonos werd verdeeld onder de zegevierende Diadochen, wat de beslissende verbrokkeling van het rijk van Alexander de Grote betekende. Een groot deel kwam in handen van Lysimachus, waaronder het grootste deel van Klein-Azië tot aan het Taurusgebergte, maar het grootste deel kreeg Seleucus, waaronder Syrië en de oostelijke gebieden. Ptolemaeus kreeg de dominantie over Fenicië en kreeg enkele plaatsen in Klein-Azië, terwijl Kassander voor een tijd zijn heerschappij in Macedonië en Griekenland kon behouden. De grote overwinnaar bleek Seleucus te zijn die dus Syrië kreeg, dat in het begin aan Ptolemaeus was beloofd. Zo werd degene die het belangrijkste aandeel aan de overwinning had beloond en werd de extreme voorzichtigheid van Ptolemaeus gestraft.
In 294 v.Chr., na de dood van Kassander, veroverde Demetrius Macedonië, om het later opnieuw te verliezen aan Lysimachus en Pyrrhus, die hem opvolgde als koning van Macedonië. Het is de zoon van Demetrius, Antigonos II Gonatas, die in 277 v.Chr. de dynastie van de Antigoniden op de Macedonische troon kon krijgen.
Na een afwachtende houding te hebben aangehouden na de dood van Alexander de Grote, toonde Antigonos veel opportunisme bij de Rijksdeling van Triparadisus in 321 v.Chr. door zijn gezag in de satrapieën door te drukken en de titel van "Strateeg van het Koninklijke Leger" aan te nemen. Zo kwam hij dus tegenover een jongere generatie generaals te staan die ook hadden gediend onder Alexander. Hij liet een belangrijke erfenis na en was de eerste van de Diadochen die geprobeerd had om de koninklijke titel op te nemen met het doel om een nieuwe dynastie op de Macedonische troon te zetten. Hij kan vergeleken worden met Philippus II als "ruige krijger" en een "politiek einde".
Door zijn beleid tegenover de Griekse steden, stelde hij zich voorop als weldoener of evergeet. Hij toonde zich dicht bij de belangen van de Griekse steden zoals hij probeerde te tonen tijdens zijn veldtocht in Azië, de proclamatie van Tyrus in 315 v.Chr., de vrede van 311 v.Chr. die de vrijheid van de Griekse steden garandeerde en uiteindelijk het herstellen van de Korinthische Bond in 302 v.Chr. Tot dan toe kon hij zich gedragen als "absolute alleenheerser". Hij leek ook voorstander geweest te zijn van de democratie omdat ze Kassander en Lysimachus kon schaden. Uiteindelijk probeerde Antigonos Alexanders erfenis te behouden en te laten floreren. Het was zijn zoon Demetrius die na zijn dood de ambities had om een nieuw rijk te stichten in Europa en Azië.
- Biblioteca Nacional de España: XX833292
- Bibliothèque nationale de France: cb12234674k (data)
- Gemeinsame Normdatei: 118503359
- International Standard Name Identifier: 0000 0001 1633 3481
- Library of Congress Control Number: n88060708
- Nationale Bibliotheek van Israël: 987007257884805171
- Nationale Bibliotheek van Polen: a0000003652590
- Nederlandse Thesaurus van Auteursnamen: 072287950
- LIBRIS: 174805
- Système universitaire de documentation: 031054633
- Virtual International Authority File: 45846369

Philippus' generaals
Attalus · Parmenion · Antipater · Eumenes
Somatophylax (Alexanders lijfwacht)
Aristonous · Arybas · Balacrus · Demetrius · Lysimachus · Ptolemaeus (zoon van Seleucus) · Peithon · Hephaestion · Menes · Leonnatus · Perdiccas · Ptolemaeus · Peucestas
Satrapen na de Rijksdeling van Babylon
Antipater (Macedonië en Griekenland · Philo (Illyrië) · Lysimachus (Thracië) · Leonnatus (Frygië) · Antigonos(Frygië aan de Hellespont) · Asander (Karië) ·Nearchos (Lycië en Pamphylië) · Menander (Lydië) · Philotas (Cilicië) · Eumenes (Cappadocië en Paphlagonië) · Ptolemaeus (Egypte) · Laomedon van Mytilene (Syrië) · Neoptolemus (Armenië) · Peucestas (Babylonië) · Arcesilaus (Mesopotamië) · Peithon (Medië) · Tlepolemus (Perzië) · Nicanor (Parthië) · Antigenes (Susiana) · Archon (Pelasgia) · Philippus (Hyrcanië) · Stasanor (Arië en Drangiana) · Sibyrtius (Arachosië en Gedrosië) · Amyntas (Bactrië) · Scythaeus (Sogdiana)
Satrapen na de Rijksdeling van Triparadisus
Antipater (Macedonië en Griekenland) · Lysimachus (Thracië) · Arrhidaeus (Frygië aan de Hellespont) · Antigonos (Frygië, Lycië en Pamphylië) · Cassander (Carië) · Clitus de Witte (Lydië) · Philoxenus (Cilicië) · Nicanor (Cappadocië en Paphlagonië) · Ptolemaeus (Egypte) · Laomedon van Mytilene (Syrië) · Peucestas (Perzië) · Amphimachus (Mesopotamië) · Peithon (Medië) · Tlepolemus (Carmanië) · Philippus (Parthië) · Antigenes (Susiana) · Seleucus (Babylonië) · Stasanor (Bactrië en Sogdiana) · Stasander (Arië en Drangiana) · Sibyrtius (Arachosië en Gedrosië)
Cavaleriegeneraals
Perdiccas · Hephaestion · Philotas · Ptolemaeus · Clitus de Zwarte · Antigonos · Lysimachus · Menander · Leonnatus · Laomedon van Mytilene · 
Neoptolemus · Erigyius · Aretes · Ariston van Paionia
Infanteriegeneraals
Meleager · Craterus · Seleucus · Polyperchon · Antigenes · Coenus · Ptolemaeus (zoon van Seleucus)
Andere generaals
Alcetas · Amphimachus · Amyntas ·  Arcesilaus · Archon · Asander · Clitus de Witte · Nearchus · Nicanor · Nicanor · Peithon · Peucestas · Philippus · Philo · Philotas · Philoxenus · Scythaeus · Sibyrtius · Stasanor · Stasander · Tlepolemus